# Кршеван Сантіні
Кршеван Сантіні (хорв. Krševan Santini, нар. 11 квітня 1987, Задар, Югославія) — хорватський футболіст, воротар.

## Клубна кар'єра
7 січня 2016 року офіційно став гравцем кіпрського клубу «Еносіс». Наприкінці червня того ж року перейшов до складу бакинського «Нефтчі».

## Особисте життя
Його брат Іван також футболіст.